# Aparai
Gli Aparai  sono un gruppo etnico del Brasile che ha una popolazione stimata in 398 individui (2010).

## Lingua
Parlano la lingua Aparai, lingua che appartiene alla famiglia linguistica Karib. La maggior parte degli Aparai parla più lingue, tra cui Aparai, Wayana, portoghese e Tiriyó.

## Insediamenti
Vivono nello stato brasiliano di Amapá e Pará, in zone in cui sono stanziati anche i Wayana, gruppo correlato agli Aparai per storia e lingua. Queste aree comprendono le parti superiori e centrali del fiume Paru, all'interno del Parco Nazionale di Tumucumaque e del territorio indigeno del Paru Orientale.

## Storia
Sebbene secondo molte fonti storiche gli Aparai e i Wayana abbiano avuto origini diverse (gli Aparai sono originari delle zone meridionali del Rio delle Amazzoni e sono poi migrati nelle aree dei fiumi Curuá, Maicuru, Jari e Paru Orientale mentre i Wayana hanno abitato per lungo tempo le zone centrali e superiori del fiume del Paru Occidentale e del suo affluente Citaré e le zone degli affluenti del fiume Jarí, ossia i fiumi the Litani e Paloemeu e altri piccoli affluenti) gli Aparai odierni, insieme al gruppo dei Wayana, rappresentano il risultato di un processo storico di separazione etnica avvenuto dal XVIII secolo in poi. In questo processo gli Aparai assimilarono le etnie Apama, Pirixiyana e Arakaju. Nel corso degli anni settanta, l'antropologo svizzero Daniel Schoepf riunì gli Aparai e i Wayana sotto un unico gruppo denominato "Wayana-Aparai" ma i due gruppi continuarono a definirsi separati per storia, tradizioni e anche dispute tra clan avversi.